# Grad Erenstein
Grad Erenstein (nemško Schloss Erenstein) je grad iz 13. stoletja v Kerkradeju na jugovzhodu nizozemske province Limburg. Grad Erenstein se nahaja v tako imenovani "Dolini Anstela (Anstelvallei ali Amsteltal) neposredno ob Anstelskem potoku ali Amstelskem potoku (Anstelerbeeku, Amstelbachu).

## Ime gradu
Ime Erenstein izvira iz družinskega imena renske viteške družine van Ederen, ki je izhajala iz mesta Ederen (danes del Linnicha ) v takratni vojvodini Jülich. Prvi dokumentirani lastnik je bil Adam Eyderensteinski. Ederenstein je kmalu postal Erenstein, pri čemer si lahko del besede part -stein razlagamo kot sklicevanje na kamnito zgradbo, običajno grad ali vsaj utrjeno kamnito hišo ali kmetijo. Lokalno se ime Erenstein včasih napačno piše Ehrenstein, kot je razvidno tudi iz imena Oud Ehrensteinerweg, na koncu katerega se nahaja grad. V literaturi je občasno mogoče najti tudi napačno črkovanje, vendar to nikakor ni omejeno samo na nemško govoreče spise. Med letoma 1900 in 1975 se je Erenstein običajno imenoval grad Alt-Erenstein ( Oud-Erenstein ), da bi razlikovali med gradom in kmetijo Neu-Erenstein ( Nieuw Erenstein ).

## Stavba
Grad, ki je obdan z jarkom, ki ga napaja Amstelbach (Amstelski potok), je sestavljen iz dveh kril (vzhodnega in južnega), ki se stikata na enem vogalu kompleksa. Stavba je prvotno imela tretje krilo, ki je ustvarilo obliko U, ki je bila odprta proti severu. V 19. stoletju je bil zahodni trakt porušen zaradi požara. Na južnem traktu so pred dejansko fasado trije nizki stolpi, dva okrogla in en pravokoten, ki so bili zgrajeni v 18. stoletju. Drugi trakt stavbe, verjetno zgrajen na mestu starejših gospodarskih poslopij, je bil zgrajen v 19. stoletju in je dolgo časa služil kot samostan. Od tod tudi ime Kloostervleugel. Dvorec med drugim obsega umetniško urejeno stopnišče, veličastne lestence in ogleda vreden obzidan dimnik iz 18. stoletja. Na arhitekturo je vidno vplival aachenski baročni arhitekt Johann Joseph Couven. Na severu grajsko dvorišče omejuje zunanji obor, ki je bil zgrajen v 17. stoletju. 
Kompleks je zaščiten kot arhitekturni spomenik. Ima status Rijksmonumenta Nizozemske (št. 23573) in provincialnega spomenika province Limburg.

## Zgodovina
Grad je bil prvotno zgrajen okoli leta 1340 kot stražarski grad na takratni zelo pomembni trgovski poti med Kölnom in flamskimi mesti, kot sta Gent in Bruges. Posledično je bil to eden od štirih glavnih fevdov v gospostvu Herzogenrath, ki se je imenovala tudi Dežela 's-Hertogenrade (ali preprosto Dežela Rode). Prvi gospodarji gradu na Erensteinu so bili gospodje Ederenski. Ker so ti zabredli v dolgove je grad prvič spremenil lastnika.
Plemiški družini Ederenskih je leta 1450 sledila viteška družina Gronsveldskih. Adolf II. Ederenski je zastavil Erenstein, ko si je moral izposoditi precejšnjo vsoto denarja. Ko Adolf II. Ederensteinski ni mogel odplačati svojih dolgov, je posest v drugi polovici 15. stoletja zamenjala lastnika, ko je prišla v last Henrika Gronsveldskega, ki je bil takrat tudi gospod Rimburški. S poroko Johane Gronsveldske, vnukinje Henrika Gronsveldskega, z Johanom Huynom  Amstenradejskim je okoli leta 1485 plemiška družina Amstenradska postala lastnica gradu in posesti. Leta 1562 je grad postal last Daniela Spiesa Büllesheimskega, ponovno s poroko. Ko so njegovi potomci konec 17. stoletja zašli v finančne težave in ponovno zamenjala lastnika. Ime novih lastnikov ni znano.
V listinah se ponovno poimensko omenja le naslednji grajski gospod Henrik Poyck, merksteinski župan in uradnik rodeških Stanov. Leta 1707 je pridobil grad in zemljišča. Po uničujočem požaru 11. maja 1708 sta bila obnovljena le južni in vzhodni trakt, od takrat manjka zahodni trakt. Obnova je bila končana šele leta 1722. Erenstein je do leta 1802 ostal v lasti družine Poyck.
Leta 1802 je posest pridobila družina Colen iz Maastrichta, ki jo je sprva uporabljala kot poletno rezidenco, od leta 1840 pa kot družinsko hišo. Že leta 1858, po smrti Marije Colen, je bil s poroko dedinje prenesen na plemiško družino Eupen skih iz Grand Ry.  Ta je Erenstein leta 1903 podaril skupini frančiškanov iz Francije. Ti francoski frančiškani so tam ustanovili semenišče in stavbo razširili na sodobno krilo (Klosstervleugel), ki je bilo porušeno med prenovo v šestdesetih letih prejšnjega stoletja. 
Med nemško okupacijo Nizozemske je posestvo kupila občina Kerkrade. Kasneje so jo prenovili z velikimi stroški (več kot milijon guldnov). Od takrat je tam restavracija, ki izvira iz 18. stoletja. V Brughofu, se nahaja hotel s štirimi zvezdicami. Obdan s parki, ansambel zdaj tvori južni del tako imenovanih zelenih pljuč (nl: Groene Long ) Kerkradeja.